# 照顧者咖啡
照顧者咖啡，或稱照顧咖啡館、喘息咖啡、阿茲海默咖啡館等，是一種因照顧罹患疾病或身心障礙而無法自理的病患時，滿足各種醫療與非醫療需求（例如提供家庭關係、照顧壓力調適、悲傷輔導等各方面的協談服務）的公共資訊服務整合提供者。於1997年由荷蘭阿茲海默症協會所推動至今。

## 備註
1. ↑  林怡廷. . 《天下雜誌》. 2018年3月31日. （原始内容存档于2023年8月13日）.

## 外部連結
- 荷蘭阿茲海默症協會（alzheimer nederland） （页面存档备份，存于）
- 英國記憶咖啡 （alzheimercafe.co.uk）  （页面存档备份，存于）